# Wölpern
Wölpern is een plaats in de Duitse gemeente Jesewitz, deelstaat Saksen.

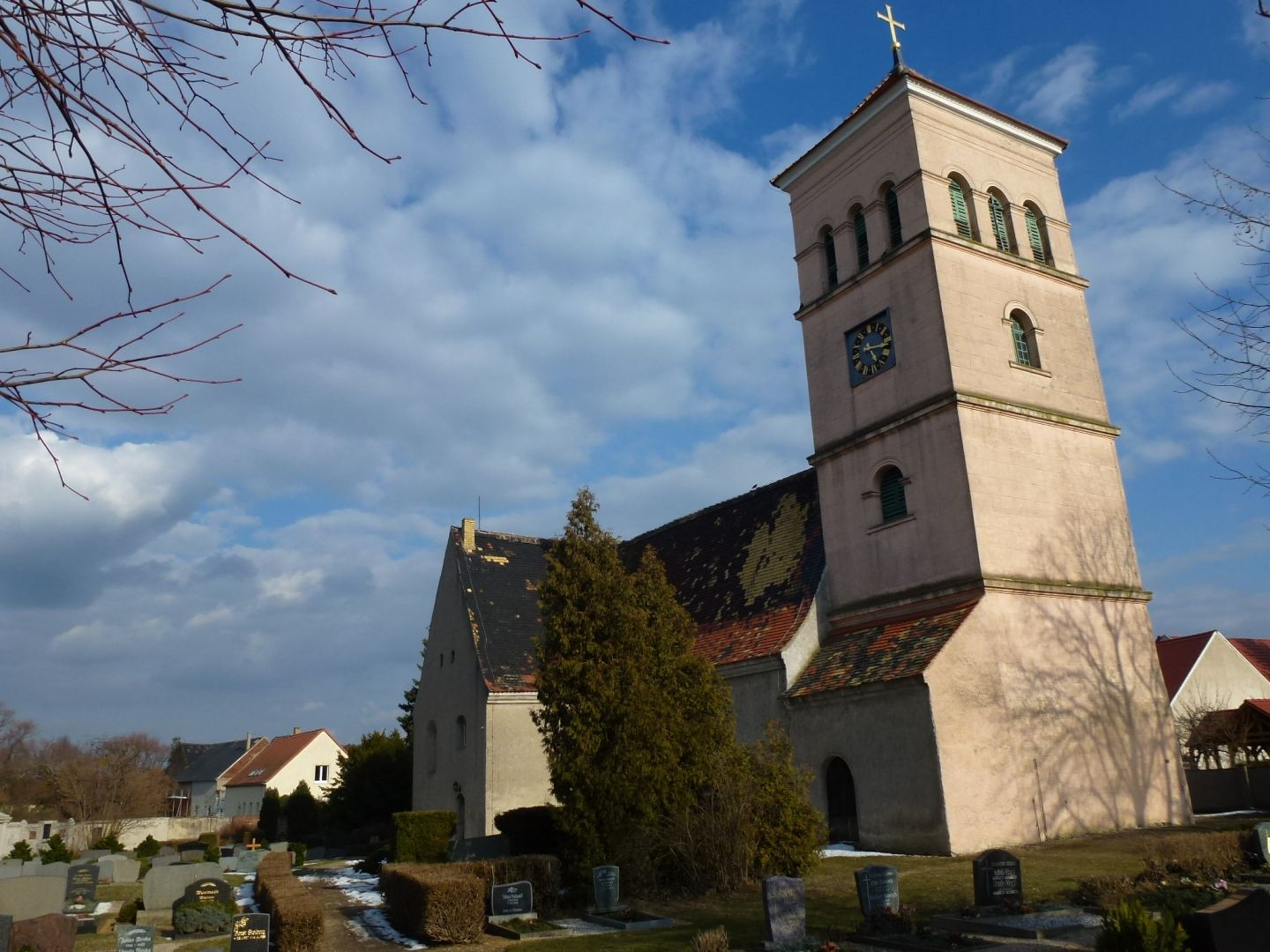